# Emílio Surita
Antônio Emílio Sáenz Surita (São Manuel, 17 de agosto de 1961) é um radialista, apresentador de televisão e diretor brasileiro.

## Biografia e carreira
O antigo site do Pânico na Band indicava que Surita concluiu o curso de Direito, mas que jamais quis ser advogado. Ele iniciou sua vida profissional no na Rádio Clube AM de São Manuel. Em 1983, entrou para a Rádio Bandeirantes FM de São Paulo, onde apresentou programas jovens (Batalha do Amor, 1987), de videoclipes (Superspecial, em 1984) e de premiações (Batalha 85, ao lado de Cristina Prochaska) na Rede Bandeirantes, além de fazer a cobertura de bailes de Carnaval para a emissora da família Saad no final dos anos 1980. Nos anos 90 também foi apresentador do programa Siga Bem Caminhoneiro, no SBT. Emílio Surita permaneceu integrando programas de rádio nos segmentos de música, humor e entrevistas da Jovem Pan até a década seguinte. Também trabalhou como apresentador do programa de vendas de produtos TV Mappin.
Desde 1993, comanda o Pânico na rádio (que é o embrião do Pânico na TV), que conta com entradas ao vivo de funcionários da Jovem Pan, além de ex-ouvintes. Emílio teve rápidas passagens pela extinta Rede Manchete, em um programa que tinha como coapresentadores Tim Rescala, Patrícia Pillar e João Kléber, e pela Rede Bandeirantes em um programa parecido (só que em voo solo), pela RecordTV e pela TV Globo, no programa Caldeirão do Huck. Em 28 de setembro de 2003 convocou um grupo de rapazes com escassa experiência em TV, montou um cenário de cinco mil reais,[carece de fontes?] encaixou-se na grade daRedeTV e foi disputar a audiência das tardes de domingo. Em um ano, o programa Pânico na TV tornou-se um dos mais bem-sucedidos programas dos últimos tempos nos anos 2000, passando a alcançar média de sete pontos no Ibope e picos de treze pontos.[carece de fontes?]
Em 2012, Emílio trocou de emissora, passando a ser apresentador e narrador do Pânico na Band até 2017.

## Vida pessoal
Emílio é casado com Anne Ingegerd Sköldberg Luyet Surita e tem dois filhos, Eduardo Surita e Emílio Eric Surita. É irmão de Teresa Surita, ex-prefeita de Boa Vista, capital do estado de Roraima.

### Controvérsias
Em julho de 2020, seu filho Eric revelou que Emílio o expulsou de casa por revelar sua bissexualidade. Em entrevista a Maurício Meirelles e Renato Albani no programa de rádio Stand UP Jovem Pan, ele afirmou que teve de morar dois anos fora, tendo recebido ajuda somente da mãe. No entanto, em junho do ano seguinte, Eric desmentiu a expulsão, afirmando que não "havia passado de uma brincadeira" e que naquela manhã da entrevista, o mesmo havia combinado a "sacanagem" para "aprontar" com o pai, que segundo ele estava passando por cancelamentos durante a semana; mas ele não negou sua bissexualidade.
Na edição do programa Pânico de 13 de junho de 2019, Surita afirmou em tom jocoso que a jornalista Mônica Bergamo teria uma tatuagem de Lula na virilha. A jornalista respondeu em seu Twitter com uma frase do poeta chileno Nicanor Parra sobre o "silêncio". Na edição de 17 de julho de 2020, em que a youtuber Bianca Andrade era a entrevistada no mesmo programa e o assunto era "machismo", Surita a interrompeu várias vezes, o que irritou a entrevistada.

## Trabalhos

### Televisão
| Ano           | Título                         | Cargo / Personagem | Emissora          |
| ------------- | ------------------------------ | ------------------ | ----------------- |
| 1980–82       | Band Folia                     | Apresentador       | Band              |
| 1982–83       | Globo Esporte                  | Apresentador       | Globo             |
| 1983–84       | Jornal da Band                 | Âncora             | Band              |
| 1984–85       | Superspecial                   | Apresentador       | Band              |
| 1985–88       | Batalha 85                     | Apresentador       | Band              |
| 1988–91       | Bis                            | Apresentador       | Rede Manchete     |
| 1995          | Telesisan                      | Apresentador       | SBT               |
| 1995–97       | Clube Irmão Caminhoneiro Shell | Apresentador       | SBT               |
| 1997–98       | TV Mappin                      | Apresentador       | Várias emissoras  |
| 1998–99       | Voo Solo                       | Apresentador       | Band              |
| 2000–02       | Caldeirão do Huck              | Co-Apresentador    | Globo             |
| 2003–11       | Pânico na TV                   | Apresentador       | RedeTV!           |
| 2012–17       | Pânico na Band                 | Apresentador       | Band              |
| 2021–presente | Pânico                         | Apresentador       | TV Jovem Pan News |

### Rádio
| Ano           | Título           | Cargo        | Emissora       |
| ------------- | ---------------- | ------------ | -------------- |
| 1979–1990     | Clube AM Esporte | Apresentador | Rádio Clube AM |
| 1993–presente | Pânico           | Apresentador | Jovem Pan FM   |